# 任正斗
任正斗（？—？），字象心，號囗素，山西平陽府解州安邑县人，盐籍，明朝政治人物。

## 生平
万历三十一年（1603年）癸卯科山西乡试举人，三十二年（1604年），登甲辰科进士，都察院觀政，三十三年授行人司行人，三十四年五月与检讨丘禾实册封代王世子朱鼎莎。